# O Pão
O Pão (portugiesisch für: Das Brot) ist ein Dokumentarfilm des portugiesischen Regisseurs Manoel de Oliveira aus dem Jahr 1959. Erneut erschien er 1963, als 24 Minuten langer Kurzfilm.

## Handlung
Der Film dokumentiert die Brotbacktradition anhand des Beispiels des nordportugiesischen Dorfs Curalha. Der Zuschauer folgt dabei allen Schritten, von der Aussaat des Korns über Ernte, Transport, Mahlen, Backen und Auslieferung bis zum Verzehr. Mit der erneuten Aussaat von neuem Korn beginnt der ewige Zyklus dann von vorn.
Er zeigt dabei eine Vielzahl Anspielungen, dabei häufig auf das christliche, symbolisch überhöhte Bild des Brotes, etwa das tägliche Brot aus dem Vaterunser oder das Teilen des Brotes durch Jesus.

## Produktion und Rezeption
Manoel de Oliveira drehte den Film 1959 überwiegend in und um Curalha, ein Dorf im nordportugiesischen Landkreis Chaves. Die dort weiterhin lebendigen Traditionen und insbesondere die alljährliche dort abgehaltene archaische Bauernpassion bewegte ihn, hier 1963 mit Der Leidensweg Jesu in Curalha einen erneuten Anlauf als Autorenfilmer zu unternehmen, nachdem er mit Aniki Bóbó 1942 gescheitert war. So wurde sein Besuch in Curalha, wohin er auf der Suche nach Windmühlen für O Pão kam, ein Ausgangspunkt für seine spätere Karriere.
Er produzierte den Film selbst, mit finanzieller Unterstützung der Federação Nacional dos Industriais de Moagem, dem portugiesischen Industriemühlenverband. Er übernahm hier auch Drehbuch, Kamera und Filmschnitt selbst.
Seine Premiere feierte der Film am 28. November 1959 auf der Industriemesse Feira Industrial de Lisboa. Er erschien 1963 erneut, als 24-minütiger Kurzfilm, der am 27. September 1963 im Journalistenverein Casa da Imprensa in Lissabon uraufgeführt wurde und als Vorfilm zu Pierre Étaixs Film Yoyo in die Kinos kam (Kinostart am 19. April 1966 im Lissabonner Kino Monumental).